# Contrebia Leucade
Pour les articles homonymes, voir Contrebia.
Contrebia Leucade (quelquefois dénommés Contrebia Leukade ou Kontrebia Leukade) est le nom donné à une ville d'origine celtibère dont l'histoire remonte au premier âge du fer. Les ruines ont été jusqu'au présent préservées dans un bon état relatif. La cité se situe au sud-est de La Rioja en Espagne. Aujourd'hui il s'agit de la municipalité d'Aguilar del Río Alhama.

## Description physique du site
Le relief particulier de cette zone favorise la construction de lieux habités et sa transformation postérieure en ville. L'oppidum est construit sur deux collines, une étant plus haute que l'autre, séparées par une vallée. L'oppidum se situe sur la rive droite de la rivière Alhama, à un point où la rivière trace un méandre. La moitié du périmètre est protégée par une falaise naturelle avec une grande hauteur verticale qui se situe au-dessus de la rivière, ce qui convient parfaitement à la fonction défensive. L'autre moitié de la ville est entourée par un mur et un fossé dont l'union crée un système unique de défense de son temps. L'espace entre l'escarpement et le fossé fait une superficie de 12 hectares. À cela, il faut ajouter une superficie de 1,5 hectare située sur le côté sud (entre le fossé principal et d'autres éléments complémentaires de défense) et une autre superficie de plus grande dimension, à l'est, entre le fossé et la seconde palissade, à peine visible aujourd'hui, qui était peut-être un espace destiné au bétail.

## Évolution de la cité
L'histoire de Contrebia Leucade reste en grande partie dans l'ombre. Il est connu peu de chose de la cité, malgré son importance dans l'évolution historique de la Péninsule Ibérique et sa longue histoire, qui comprend environ une vingtaine de siècles. Les étapes de son évolution historique peuvent être divisées en plusieurs phases qui comprennent ses deux mille années durant laquelle la ville a été habitée :
- l'âge du bronze final. De cette étape, appartiennent les restes trouvés dans la Cueva de los Lagos.
- premier âge du fer. Cette période correspond à une population sédentaire sur la colline occidentale.
- la ville celtibère. Dans cette phase, la ville celtibère se construit en agrandissant l'espace du lieu habité antérieur. L'impact de la conquête romaine de l'Hispanie oblige à des réparations successives du système défensif.
- la cité romaine. L'étape de l'occupation romaine commença à la fin du Ier siècle av. J.-C. La muraille qui ferme le côté nord fut construite pour se substituer à la muraille nord celtibère qui avait été détruite de ce côté.
- la ville wisigothique. La population d'origine barbare s'installe dans la ville vers le VIIe siècle et jusqu'au IXe siècle avec l'arrivée de l'influence islamique. Il est également possible qu'un détachement militaire wisigoth ait contrôlé la zone, un fait qui est actuellement analysé (2009)[3].

Par la suite, la ville fut abandonnée au IXe siècle, et ses habitants allèrent occuper d'autres villages voisins.

### Enterrement dans La Cueva de los Lagos

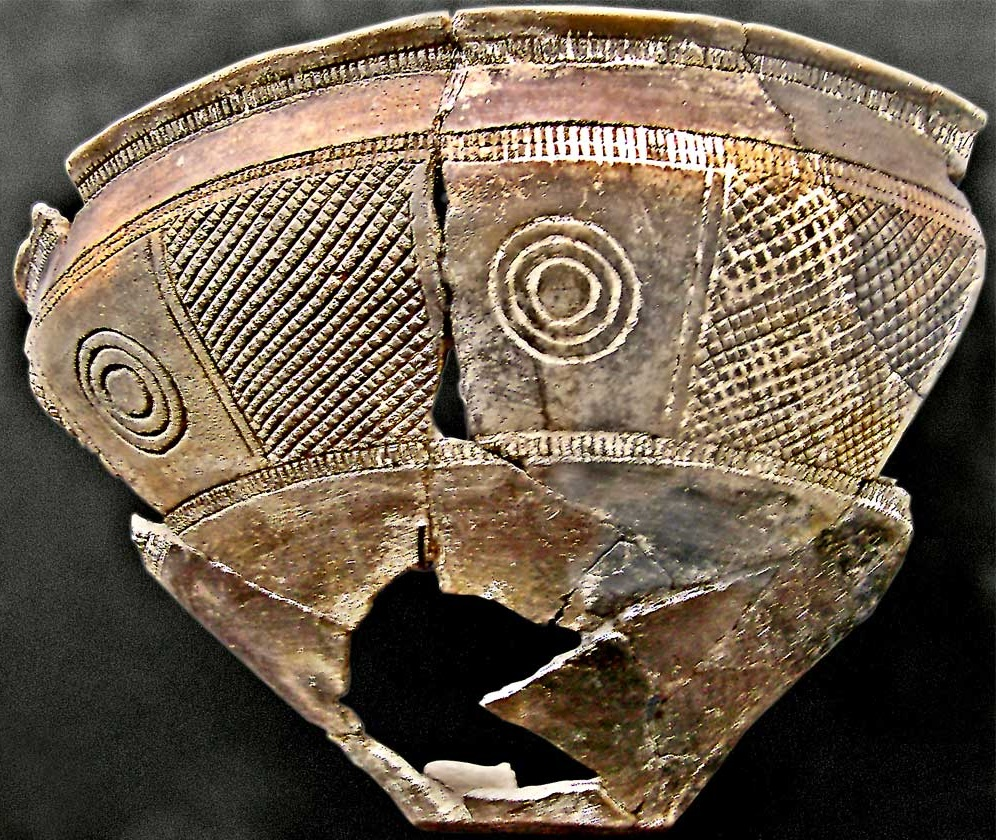
Céramique de boquique : Cogotas I, conservée au musée archéologique de Valladolid.

Les restes les plus anciens de la présence humaine à Contrebia Leucade ont été trouvés à l'extrémité occidentale du site, appelée La Cueva de los Lagos. Ce lieu est utilisé pour les enterrements par une petite communauté installée sur la Peña del Recuenco. Cette petite communauté se rattache à la culture de Cogotas qui se développe à la fin de l'âge du bronze, à la fin du IIe millénaire et au début du Ier millénaire av. J.-C.. Cette zone n'a pas encore été fouillée minutieusement. Les restes trouvés dans la grotte appartiennent à un seul individu, un homme dont l'âge est estimé à environ 25 ans. Sur le site, des objets funéraires ont été trouvés dont un certain nombre de céramiques.
Le premier lieu habité au début de l'âge du fer se situe sur le coteau occidental. Il y a aussi d'autres lieux habités dans les zones limitrophes, comme El Castelar de San Felices, los Castillejos de Valdeprado et los Castillares de Magaña. Il n'existe aucun contact avec la culture centre-européenne, comme le démontrent les techniques d’inhumation sur ce lieu : l'incinération des morts, ainsi que les études réalisées sur la céramique, avec les décorations de style boquique, qui proviennent du plateau voisin.

### Installations postérieures

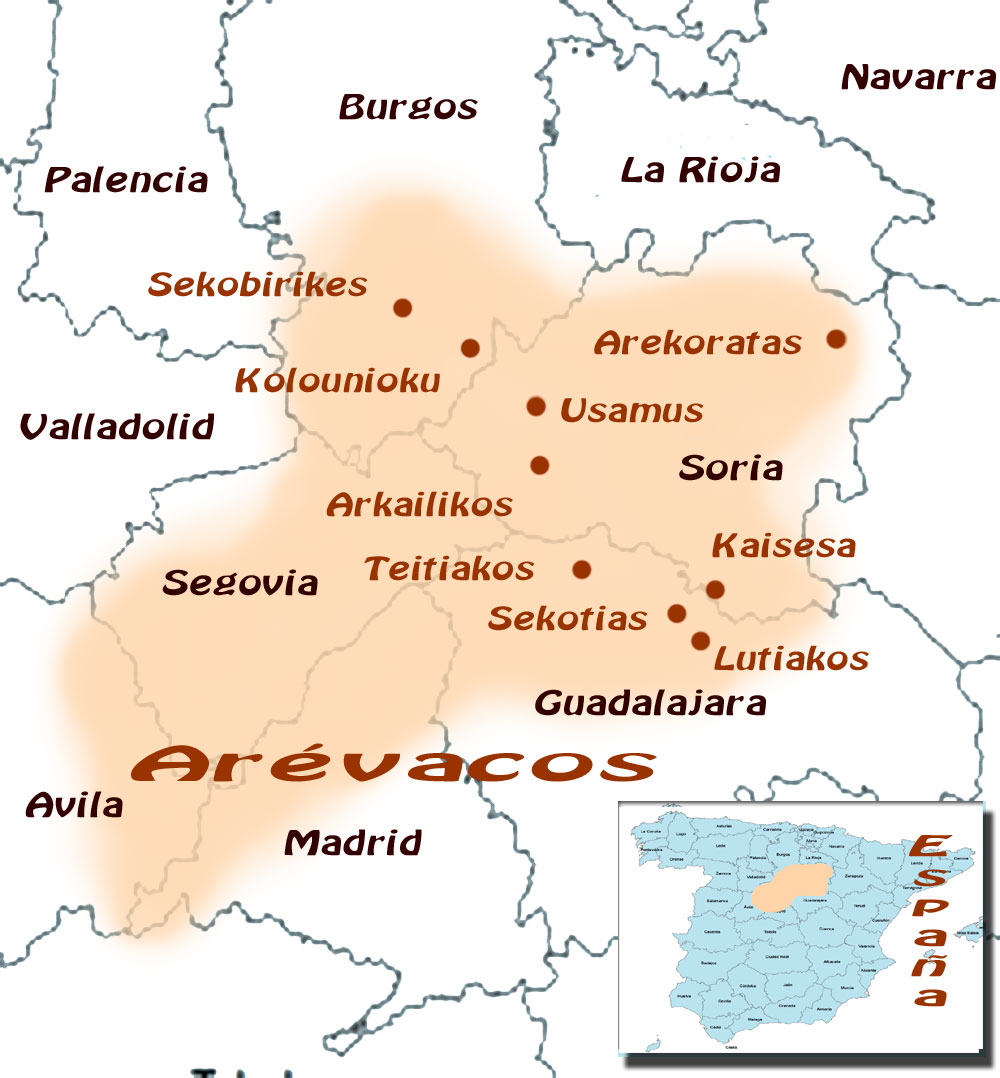
Répartition approximative des Arvaques.

L'arrivée des peuples indo-européens, entre 900 et 400 av. J.-C., provoque un changement(échange) radical dans les modes de vie en Hispanie. À Contrebia Leucade, une première installation apparaît pendant l'âge du Fer, entre le VIe siècle av. J.-C. et le IVe siècle av. J.-C. Ce site de l'époque du Hallstatt se trouve sur la colline ouest, est proche de la rivière Alhama et a une localisation idéale avec un petit plateau facilement défendable avec ses côtés escarpés donnant sur la rivière et le reste entouré de murailles.
Les maisons qui datent de l'époque de Hallstatt et que nous avons pu conserver sont petites et de forme rectangulaire, avec un foyer central et une salle à l'arrière servant de garde-manger. Certaines maisons sont adossées à la muraille. Il existe également d'autres lieux habités de cette époque dans la localisation proche : à Fitero (Navarre), à Arnedo (La Rioja) et à San Felices (Soria). Ce sont principalement les installations qui ont eu lieu entre les IVe et IIIe siècles av. J.-C. qui permettent à la ville de s'agrandir et qui ont favorisé son développement. La ville a d'abord appartenu aux Pelendons, puis par la suite aux Arvaques, des peuples du plateau castillan. Leurs arrivées sont mentionnées à peu près vers 300 av. J.-C.. Les tribus celtibères continuent de dominer Contrebia Leucade jusqu'à leur défaite contre les Romains, et la romanisation qui s'ensuit de la zone, à partir du IIe siècle av. J.-C.

### Valeur géostratégique

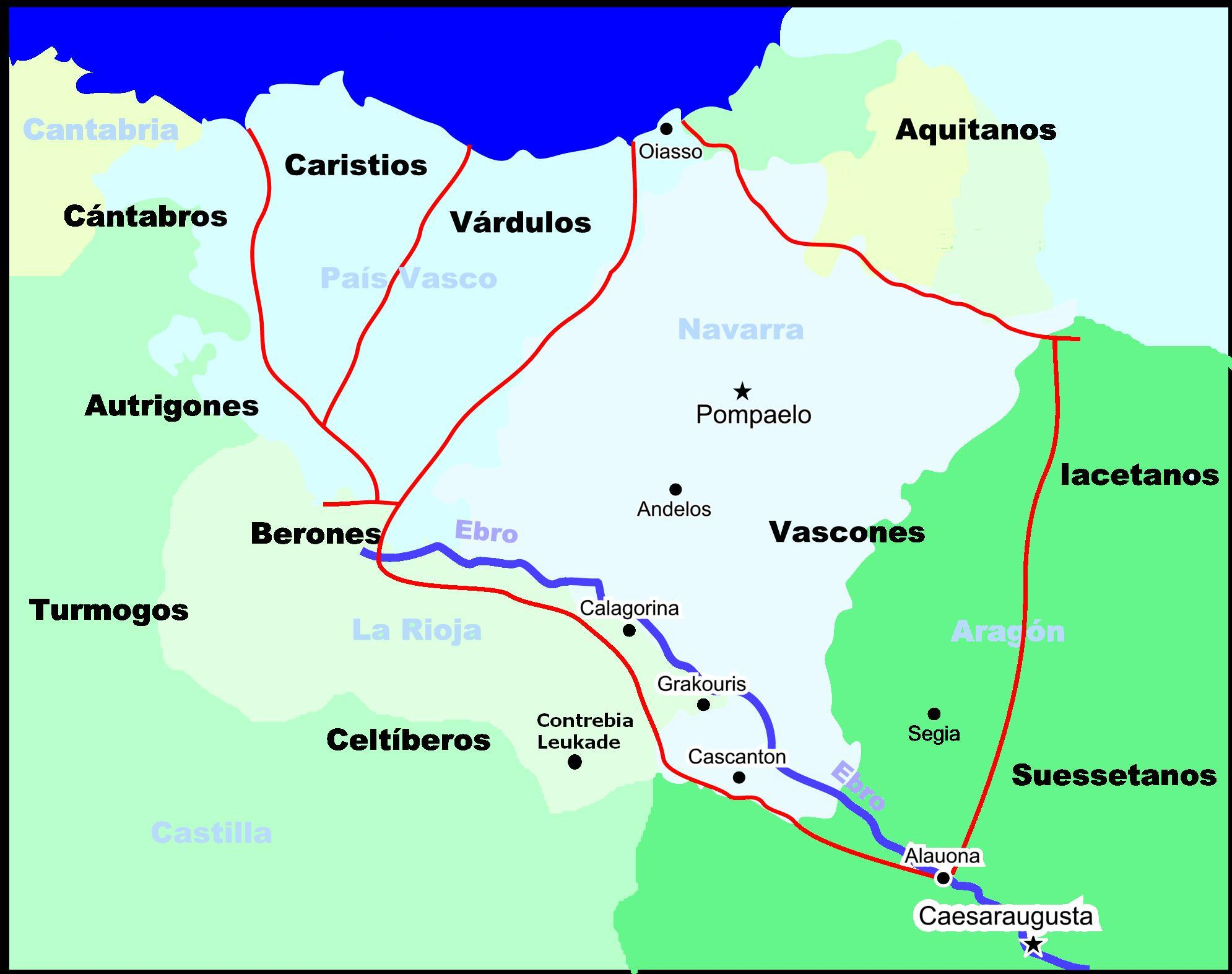
Carte du nord de l'Hispanie montrant la localisation de Contrebia Leucade au

La ville contrôle un territoire entre deux espaces différents mais très importants, entre la vallée de l'Èbre et le plateau castillan. Elle contrôle également le cours de la rivière Alhama qui constitue le chemin rapide et direct entre ces deux espaces, dont les Romains ont rapidement compris la valeur géostratégique au moment de planifier l'assaut et la conquête de la Meseta et qui justifie la fondation précoce de Graccurris en 179 av. J.-C., une véritable base d'opérations militaires à l'embouchure de l'Alhama et où sur la rive opposée se situe Numance. Le contrôle de cette route justifie plus tard, à l'époque impériale, la réoccupation du lieu et son dispositif de défense afin de faciliter le passage des troupes entre l'Èbre et la Meseta.

## LesContrebia
Le toponyme « contrebia » a parfois semé une confusion parmi les chercheurs, car il peut s'appliquer à différentes localités. Parmi les peuples celtes de la péninsule ibérique, nous trouvons trois « contrebia », qui maintiennent les mêmes droits parmi tous les peuples de l'union. Tite-Live mentionne plusieurs fois indistinctement une population importante comme oppidum, urbs ou dans une moindre mesure civitas. Les trois grands oppida composés par le toponyme contrebia sont :
- Contrebia Belaisca, dans la province de Saragosse, où ont été découverts les plaques de Botorrita;
- Contrebia Carbica, dans la province de Cuenca;
- Contrebia Leucade, dans la communauté autonome de La Rioja.

À Contrebia Belaisca et Contrebia Carbica, les toponymes font référence aux ethnies qui composent les contrebias, c'est-à-dire les Belli et les Carpétans.

### Ville Blanche
Le nom de la ville peut avoir différents noms, mais le plus utilisé pour traduire est le suivant : « Contrebia Leukade » est formé par la fusion des syllabes « con » qui signifie « cent » et « treb » qui veut dire « maison », ce qui voudrait dire littéralement « plus de cent maisons ou plus généralement de « nombreuses maisons », c'est-à-dire une ville. Leukade provient du grec leukós, qui se rapporte à la couleur blanche. Si l'on assemble les deux mots, Contrebia Leukade veut dire un « village blanc » ou une « ville blanche ».
Hernández Vera soutient que l'allusion à la couleur pourrait venir de la pierre calcaire utilisée pour construire les maisons.

## Recherches archéologiques

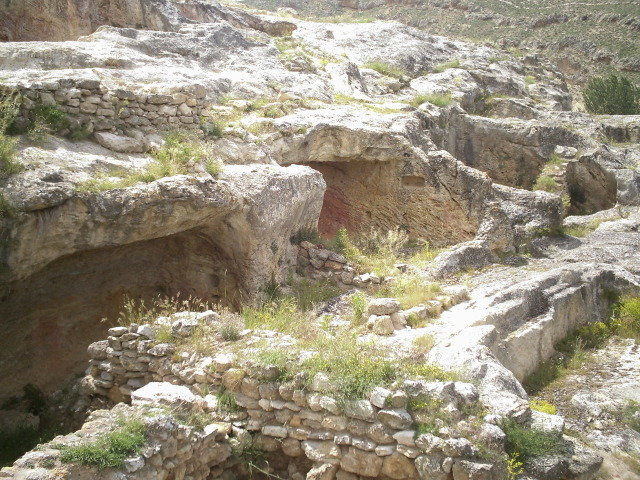
Vestiges de maisons.

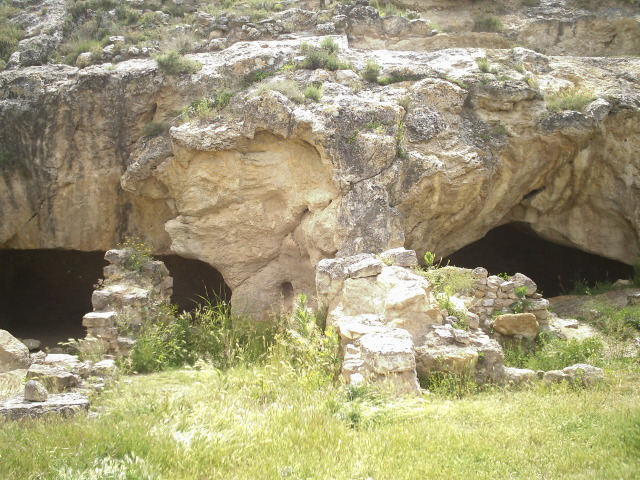
Vestiges de maisons.

### Égouts

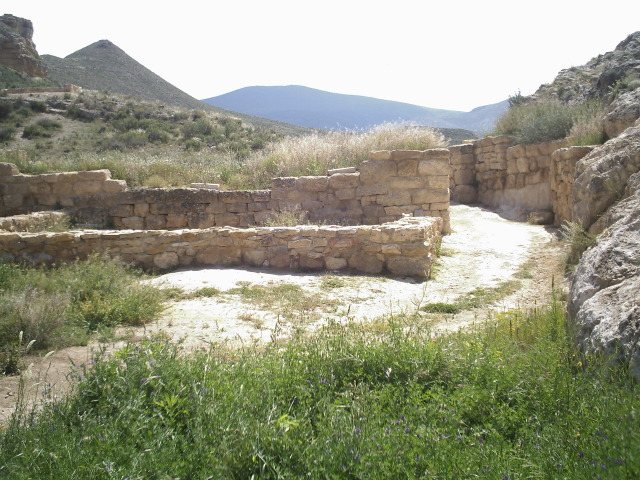
Partie haute de la ville.